# Brezno (film, 1998)
Brezno je slovenski dramski film iz leta 1998. Producent in režiser je bil Igor Šmid.

### Zgodba
V sedemdesetih letih pride na zadružno žago v zakotno, napol hribovsko vas sezonski delavec Štefan, ki se zaplete s tridesetletno devico Anico, ki zanosi, kar mu ni všeč, ker bi rad zaslužil za pot do Avstralije. S Štefanom prispe v vas tudi domačin Jože, ki je pred dvajset leti odšel na študij bogoslovja, ki ga nikoli ni končal. Zdaj je čudak, ki govori citate iz Biblije in svari pred zlom. Aničina starejša sestra Marta je poročena, vendar brez otrok, ki jih ne more imeti zaradi skrivnega splava Jožetovega otroka, kar je storila po tem, ko jo je na poročni dan zapustil. Ponovno srečanje z Jožetom in novica o sestri v njej razplamtita sovraštvo do moških, zaradi česar svetuje Anici, naj Štefana zapre v kamnito shrambo in ga tako prisili v poroko. Njuna mama, stara Martnjakovka, umre. Situacija uide izpod nadzora in Štefan konča pobit s kolom v bližnjem breznu.

## Financiranje in produkcija
Projekt je ocenjen na 120.444.600 tolarjev (502.606 evrov). Sofinanciral ga je Filmski sklad RS (402.085 evrov). Producent je bil Triada Ljubljana, koproducent pa RTV Slovenija.
Film je bil leta 1997 posnet v 41 dneh in sicer v Ambrusu in okoliških krajih, statisti pa so bili prebivalci Krajevne skupnosti Ambrus. Nastopilo jih je 120, vseh starosti. Med lokacijami so bili stara Vidmarjeva žaga, cerkev sv. Jerneja in kulturni dom.

## Odziv pri kritikih in gledalcih

### Kritiki
Ženja Leiler mu je dala oceno »komaj zadostno«. Napisala je, da so vaščani iz 19. stoletja, da časovni okvir ni pojasnjen, da je potencial zgodbe neizkoriščen, da so liki enodimenzionalni in se ne razvijajo, da Ambrus, snemalno prizorišče, izgleda kot studio in občasno kot obmorski turistični portretni kič, da je glasba osladna in diletantsko uporabljena, da je okolje dogajanja ignorirano in da film ne ve, kaj bi rad povedal.
Revija Ekran ga je uvrstila med 10 največjih slovenskih flopov po letu 1991. Marcel Štefančič ga je označil za katastrofalnega.

### Obisk v kinu
Film si je ogledalo 1550 gledalcev.

## Zasedba
- Bojan Emeršič: Štefan
- Darja Reichman: Anica
- Barbara Jakopič: Marta, Aničina sestra
- Peter Boštjančič: Jože, Martin nekdanji ženin
- Maja Gal Štromar
- Zlatko Šugman: župnik
- Gorazd Logar: Karlo

## Ekipa
- fotografija: Valentin Perko
- glasba: Slavko Avsenik ml.
- montaža: Zlatjan Čučkov
- scenografija: Janez Kovič
- kostumografija: Meta Sever
- maska: Sonja Murgelj in Gabrijela Fleischman
- zvok: Drago Kočiš

## Nagrade

### Festival slovenskega filma 1998
- nagrada občinstva
- Stopova nagrada za igralca/igralko leta
- nagrada za scenografijo